# Starfire Burning Upon the Ice-Veiled Throne of Ultima Thule
Starfire Burning Upon the Ice-Veiled Throne of Ultima Thule er det andet studiealbum af det britiske black metal-band Bal-Sagoth. Det blev udgivet i 1996 via Cacophonous Records.

## Spor
Alle tekster skrevet af Byron Roberts
Al musik komponeret af Jonny og Chris Maulding
1. "Black Dragons Soar above the Mountain of Shadows (Prologue)"  – 3:05
2. "To Dethrone the Witch-Queen of Mytos K'unn (The Legend of the Battle of Blackhelm Vale)"  – 6:45
3. "As the Vortex Illumines the Crystalline Walls of Kor-Avul-Thaa"  – 6:35
4. "Starfire Burning Upon the Ice-Veiled Throne of Ultima Thule"  – 7:23
5. "Journey to the Isle of Mists (Over the Moonless Depths of Night-Dark Seas)"  – 1:11
6. "The Splendour of a Thousand Swords Gleaming Beneath the Blazon of the Hyperborean Empire"  – 6:03
7. "And Lo, When the Imperium Marches Against Gul-Kothoth, Then Dark Sorceries Shall Enshroud the Citadel of the Obsidian Crown"  – 6:28
8. "Summoning the Guardians of the Astral Gate"  – 6:09
9. "In the Raven-Haunted Forests of Darkenhold, Where Shadows Reign and the Hues of Sunlight Never Dance"  – 6:29
10. "At the Altar of the Dreaming Gods (Epilogue)"  – 2:29